# Бейсенбаев Кудайберген Болатбекулы
Республиканский колледж спорта https://www.youtube.com/watch?v=UtfhH2m_fSU
Бейсенбаев Кудайберген Болатбекулы (родился 19 декабря 1994 г.) — казахский тхэквондист, член сборной Казахстана.
Участник и многократный победитель международных турниров по тхэквондо[1].
Бронзовый призер чемпионата Азии 2008 года по тхэквандо.
Биография
Родился 19 декабря 1994 года  в городе Шымкент. Окончил школу имени М.Жумабаева №39 в городе Шымкент, учился в колледже «Республиканский колледж спорта» РКС в городе Алматы. Окончил университет «Казахская Академия Спорта и туризма» КазАСТ[3]
Спортивные достижения
•Мастер спорта РК по таэквондо. 
3-место в чемпионате Азии 2008 года в Ташкенте.
3-место на международном турнире “Korea Open 2009” в Сеул.
2-место на международном турнире “China Open 2011” в Гуанчжоу.
1-место на международном турнире “France 2012” в Марсель.
с 2024 года заместитель директора по спорту РГКП Республиканский колледж спорта (директор РГКП РКС титулованный борец, серебренный медалист олимпиады 2000 года в Сидней Ислам Ильясович Байрамуков)